# Dryadorchis
Dryadorchis – rodzaj roślin z rodziny storczykowatych (Orchidaceae). Obejmuje 5 gatunków będących endemitami wyspy Nowa Gwinea. Są to epifityczne rośliny zielne rosnące w lasach na wysokościach do 1700 m n.p.m.

## Systematyka
Rodzaj sklasyfikowany do podplemienia Aeridinae w plemieniu Vandeae, podrodzina epidendronowe (Epidendroideae), rodzina storczykowate (Orchidaceae), rząd szparagowce (Asparagales) w obrębie roślin jednoliściennych.
Wykaz gatunków
- Dryadorchis barbellata Schltr.
- Dryadorchis dasystele Schuit. & de Vogel
- Dryadorchis huliorum (Schuit.) Christenson & Schuit.
- Dryadorchis minor Schltr.
- Dryadorchis singularis (J.J.Sm.) Christenson & Schuit.